# Leduc
Leduc je kanadské město v Albertě, které se rozkládá uvnitř regionu hlavního města provincie Edmontonu, od něhož leží 33 km jižně. V roce 2016 mělo 29 993 obyvatel.

## Historie
Město je pojmenováno podle kněze Hippolyta Leduca. Místo bylo osídleno v roce 1890. V roce 1899 bylo uznáno jako vesnice a v roce 1906 jako malé město ("town"). Od roku 1983 má městská práva jako "city".